# Большие Сыры
Большие Сыры — село в Балахтинском районе Красноярского края России. Административный центр Большесырского сельсовета.

## География
Село находится на берегу реки Чулым, на расстоянии 22 км к северу от посёлка городского типа Балахта, административного центра района.

## Население
| 1989 | 2002 | 2010 |
| ---- | ---- | ---- |
| 712  | ↗758 | ↘657 |

### Гендерный состав
По данным Всероссийской переписи населения 2010 года, в селе проживало 657 человек (309 мужчин и 348 женщин).